# Línea N1 (EMT Madrid)
La línea N1 de la Empresa Municipal de Transportes (EMT) de Madrid es una línea nocturna que conecta la Plaza de Cibeles con el PAU de Sanchinarro.

## Características
La línea, como muchas otras líneas nocturnas de Madrid de la red de búhos, empieza su camino en la plaza de Cibeles y sus horarios de salida de la misma coinciden con los de otras líneas para permitir el transbordo.
La primera línea N1 que existió en la red nocturna empezó a circular en octubre de 1974 entre la Puerta del Sol y Hortaleza con un recorrido similar al de la actual línea N2 pero con un circuito neutralizado por Canillas. En esa primera red nocturna, la línea N11 hacía un recorrido similar al de la actual N1, circulando entre la Cibeles y Manoteras.
Cuando se amplió la red nocturna en mayo de 1994 de 11 a 20 líneas, partiendo todos los autobuses de la Plaza de Cibeles, la línea N1 adoptó el recorrido que hasta entonces tenía la N11.
Tras la reorganización de la red nocturna en 2002 para pasar de 20 a 26 líneas, se prolongó el recorrido de la línea N1 hasta la Colonia Virgen del Cortijo, creando un circuito neutralizado en Manoteras y dentro de la colonia.
El 18 de mayo de 2009 se amplió de nuevo el recorrido hasta el PAU de Sanchinarro, cambiando el sentido de paso por la Avenida de Manoteras y añadiendo nuevas paradas en dicho PAU siguiendo también un circuito neutralizado.
En su camino hacia Sanchinarro, la línea atraviesa el Paseo de Recoletos, buena parte del Paseo de la Castellana, el corazón de los barrios de El Viso, Nueva España e Hispanoamérica del distrito de Chamartín, el barrio de Costillares de Ciudad Lineal, Manoteras y Virgen del Cortijo (Hortaleza).

## Horarios
| Domingos a jueves y festivos           |                       |                       |                       |                       |                       |                       |                       |                       |                       |                       |                       |                       |                       |                       |                       |
| Cibeles > Sanchinarro                  | Cibeles > Sanchinarro | Cibeles > Sanchinarro | Cibeles > Sanchinarro | Cibeles > Sanchinarro | Cibeles > Sanchinarro | Cibeles > Sanchinarro | Cibeles > Sanchinarro | Sanchinarro > Cibeles | Sanchinarro > Cibeles | Sanchinarro > Cibeles | Sanchinarro > Cibeles | Sanchinarro > Cibeles | Sanchinarro > Cibeles | Sanchinarro > Cibeles | Sanchinarro > Cibeles |
| 00                                     | 01                    | 02                    | 03                    | 04                    | 05                    | 06                    | 07                    | 23                    | 00                    | 01                    | 02                    | 03                    | 04                    | 05                    | 06                    |
| 00 35                                  | 10 45                 | 20 55                 | 30                    | 05 40                 | 15                    |                       |                       | 40                    | 15 50                 | 25                    | 00 35                 | 10 45                 | 20                    | 00 45                 |                       |
| Viernes, sábados y vísperas de festivo |                       |                       |                       |                       |                       |                       |                       |                       |                       |                       |                       |                       |                       |                       |                       |
| Cibeles > Sanchinarro                  | Cibeles > Sanchinarro | Cibeles > Sanchinarro | Cibeles > Sanchinarro | Cibeles > Sanchinarro | Cibeles > Sanchinarro | Cibeles > Sanchinarro | Cibeles > Sanchinarro | Sanchinarro > Cibeles | Sanchinarro > Cibeles | Sanchinarro > Cibeles | Sanchinarro > Cibeles | Sanchinarro > Cibeles | Sanchinarro > Cibeles | Sanchinarro > Cibeles | Sanchinarro > Cibeles |
| 00                                     | 01                    | 02                    | 03                    | 04                    | 05                    | 06                    | 07                    | 23                    | 00                    | 01                    | 02                    | 03                    | 04                    | 05                    | 06                    |
| 00 20 40                               | 00 15 30 45           | 00 15 30 45           | 00 15 30 45           | 00 15 30 45           | 00 20 45              | 15                    | 00                    | 30 55                 | 20 40                 | 00 20 40              | 00 15 30 45           | 00 15 30 45           | 00 15 30 50           | 10 30 50              | 15                    |
| Sólo sábados y vísperas de festivo     |                       |                       |                       |                       |                       |                       |                       |                       |                       |                       |                       |                       |                       |                       |                       |

## Recorrido y paradas

### Sentido Sanchinarro
Partiendo de la Plaza de Cibeles, la línea sale por el Paseo de Recoletos, que recorre entero, continuando por el Paseo de la Castellana tras atravesar la Plaza de Colón.
Al llegar a la Plaza de Gregorio Marañón, la línea se incorpora a la calle de María de Molina girando a la derecha, subiendo por ésta hasta la intersección con la calle de López de Hoyos, donde gira a la izquierda para incorporarse a ésta y de nuevo a la izquierda por la calle de Velázquez, que recorre hasta el final, incorporándose a la Avenida del Doctor Arce. Al final de esta avenida, la línea llega a la Plaza de Cataluña, donde toma la calle del Príncipe de Vergara hacia el norte.
A continuación, la línea circula por esta calle hasta atravesar la Plaza del Perú, continuando por la Avenida de Pío XII hasta la intersección con la calle de los Caídos de la División Azul, por la que circula girando a la derecha y se dirige a la Cuesta del Sagrado Corazón.
Al final de la cuesta se incorpora a la calle de Arturo Soria girando a la izquierda, calle por la que circula hasta la intersección con la Avenida de San Luis, por la que se mete girando a la derecha. Varios metros después gira a la izquierda por la calle de Cuevas de Almanzora.
La línea circula por Cuevas de Almanzora hasta el final, donde gira a la izquierda por la calle de Roquetas de Mar, que recorre hasta llegar a la intersección con la calle Golfo de Salónica, donde continúa de frente por la calle del Jazmín hasta salir de nuevo a la calle de Arturo Soria girando a la derecha para dirigirse hacia el PAU de Sanchinarro.
En la rotonda de intersección con la M-11 (Avenida de Manuel Azaña) continúa de frente por la Avenida del Alcalde Conde de Mayalde y poco después gira a la izquierda entrando en la Colonia Virgen del Cortijo por la Avenida de Manoteras, que recorre entera incorporándose al final a la vía de servicio de la A-1.
Por la vía de servicio circula hasta la primera salida hacia Sanchinarro, entrando en el barrio por la Avenida de Francisco Pi y Margall. Dentro del barrio recorre las siguientes vías en orden: Avenida de Francisco Pi y Margall (2 paradas), Ana de Austria (3 paradas), Avenida del Alcalde Conde de Mayalde (1 parada), Príncipe Carlos (1 parada), Avenida de Francisco Pi y Margall (2 paradas) y Avenida de Niceto Alcalá Zamora (1 parada), teniendo su cabecera en esta última en la intersección con la Avenida de Francisco Pi y Margall.
| Código | Parada                                          | Común con              | Conexiones con Metro y Cercanías | Otros |
| ------ | ----------------------------------------------- | ---------------------- | -------------------------------- | --- |
| 72     | CIBELES-CASA DE AMÉRICA (Paseo de Recoletos, 2) | N4 N22 N24 N25 N26     | Banco de España                  | Líneas N1, N2, N3, N4, N5, N6, N7, N8, N9, N10, N11, N12, N13, N14, N15, N16, N17, N18, N19, N20, N21, N22, N23, N24, N25, N26 y Exprés Aeropuerto (N27) |
| 65     | Biblioteca Nacional                             | N4 N22 N23 N24 N25 N26 | Recoletos                        | |
| 66     | Colón                                           | N22 N24                | Colón                            | |
| 62     | Castellana-Ministerio Interior                  | N22 N24                |                                  | |
| 60     | Castellana-Rubén Darío                          | N22 N24                | Rubén Darío                      | |
| 5333   | Emilio Castelar                                 | N22 N24                |                                  | |
| 532    | Serrano-María de Molina                         |                        |                                  | |
| 430    | Velázquez-López de Hoyos                        |                        |                                  | |
| 432    | Velázquez-Rodríguez Marín                       |                        |                                  | NC1 NC2 |
| 418    | Doctor Arce                                     |                        |                                  | |
| 416    | Santa Gema                                      |                        |                                  | |
| 414    | Plaza de Cataluña                               |                        | Concha Espina                    | |
| 515    | Príncipe de Vergara-Serrano                     |                        |                                  | |
| 439    | Colombia                                        |                        | Colombia                         | |
| 112    | Plaza del Perú                                  |                        |                                  | |
| 115    | Pío XII-Centro Comercial                        |                        | Pío XII                          | |
| 117    | Pío XII-Comandante Franco                       |                        |                                  | |
| 210    | Caídos División Azul                            |                        |                                  | |
| 214    | Arturo Soria-Añastro                            |                        |                                  | |
| 497    | Arturo Soria-Julio Dánvila                      |                        |                                  | |
| 501    | San Luis-Arturo Soria                           |                        |                                  | |
| 503    | San Luis-Mesena                                 |                        |                                  | |
| 505    | San Luis-Almanzora                              |                        |                                  | |
| 507    | Almanzora-Bacares                               |                        |                                  | |
| 508    | Almanzora                                       |                        |                                  | |
| 3250   | Mojácar                                         |                        |                                  | |
| 3248   | Roquetas de Mar                                 |                        |                                  | |
| 3246   | Jazmín-Golfo de Salónica                        |                        |                                  | |
| 5661   | Ingeniero Herrera-Príncipe Carlos               |                        |                                  | |
| 5404   | Metro Virgen del Cortijo                        |                        | Virgen del Cortijo               | |
| 5405   | Avenida de Manoteras-Fuente de la Mora          |                        |                                  | |
| 5657   | Virgen del Cortijo                              |                        |                                  | |
| 5409   | Avenida de Manoteras-Oña                        |                        |                                  | |
| 3603   | Pi y Margall-Ana de Austria                     |                        |                                  | |
| 3605   | Pi y Margall-Isabel de Valois                   |                        |                                  | |
| 5926   | Ana de Austria-Princesa de Éboli                |                        |                                  | |
| 5943   | Niceto Alcalá Zamora-Ana de Austria             |                        |                                  | |
| 4220   | Ingeniero Herrera-Príncipe Carlos               |                        |                                  | |
| 4221   | Álvarez de Villaamil                            |                        | Álvarez de Villaamil             | |
| 5397   | Pi y Margall-Príncipe Carlos                    |                        |                                  | |
| 5399   | Pi y Margall-Alcalá Zamora                      |                        |                                  | |
| 5401   | SANCHINARRO (Gta. A. H. Rafael Ortega López)    |                        |                                  | |

### Sentido Plaza de Cibeles
La línea inicia su recorrido en la Avenida de Niceto Alcalá Zamora junto a la intersección con la Avenida de Francisco Pi y Margall, girando a la derecha para circular por esta última hasta la Plaza del Alcalde Moreno Torres, donde gira a la izquierda para incorporarse a la Avenida del Alcalde Conde de Mayalde, que recorre hasta la intersección con la Avenida de Manuel Azaña (M-11), donde toma la salida de la calle de Arturo Soria en la rotonda situada bajo dicha autovía.
La línea circula a continuación por la calle de Arturo Soria hasta llegar a la Cuesta del Sagrado Corazón, por la que pasa sobre la M-30 y toma la calle de los Caídos de la División Azul.
A partir de aquí el recorrido es igual a la ida hasta llegar a la Plaza de la República del Ecuador, donde se desvía por la calle Serrano, por la que circula hasta llegar al cruce con la calle María de Molina, donde gira a la derecha para bajar por esta calle hasta el Paseo de la Castellana, a la altura de la Plaza del Doctor Marañón.
De nuevo el recorrido es igual a la ida hasta llegar a la cabecera en la Plaza de Cibeles.
| Código | Parada                                          | Común con           | Conexiones con Metro y Cercanías | Otros |
| ------ | ----------------------------------------------- | ------------------- | -------------------------------- | --- |
| 5401   | SANCHINARRO (Gta. A. H. Rafael Ortega López)    |                     |                                  | |
| 5398   | Pi y Margall-Príncipe Carlos                    |                     |                                  | |
| 5402   | Alcalde Moreno Torres                           |                     |                                  | |
| 5403   | Ingeniero Herrera-Moreno Torres                 |                     |                                  | |
| 139    | Arturo Soria-M11                                |                     |                                  | |
| 137    | Pinar de Chamartín                              |                     | Pinar de Chamartín               | |
| 4935   | Arturo Soria-Caleruega                          |                     |                                  | |
| 513    | Cuartel de la Marina                            |                     |                                  | |
| 498    | Arturo Soria-Julio Dánvila                      |                     |                                  | |
| 1836   | Arturo Soria-Añastro                            |                     |                                  | |
| 211    | Caídos División Azul                            |                     |                                  | |
| 116    | Pío XII-Comandante Franco                       |                     |                                  | |
| 114    | Pío XII-Centro Comercial                        |                     | Pío XII                          | |
| 4831   | República Dominicana                            |                     |                                  | |
| 440    | Colombia                                        |                     | Colombia                         | |
| 438    | Príncipe de Vergara-Serrano                     |                     |                                  | |
| 436    | Hospital San Rafael                             |                     |                                  | |
| 441    | Segre                                           |                     |                                  | |
| 442    | Guadiana                                        |                     |                                  | |
| 443    | República Argentina                             |                     | República Argentina              | NC1 NC2 |
| 444    | Ramiro de Maeztu                                |                     |                                  | |
| 446    | Serrano-María de Molina                         |                     |                                  | |
| 57     | Emilio Castelar                                 | N22 N24             |                                  | |
| 59     | Castellana-Rubén Darío                          | N22 N24             | Rubén Darío                      | |
| 61     | Castellana-Ministerio Interior                  | N22 N24 N25 N26     |                                  | |
| 63     | Colón                                           | N22 N24 N25 N26     | Colón                            | |
| 5626   | Biblioteca Nacional                             | N22 N23 N24 N25 N26 | Recoletos                        | |
| 72     | CIBELES-CASA DE AMÉRICA (Paseo de Recoletos, 2) | N4 N22 N24 N25 N26  | Banco de España                  | Líneas N1, N2, N3, N4, N5, N6, N7, N8, N9, N10, N11, N12, N13, N14, N15, N16, N17, N18, N19, N20, N21, N22, N23, N24, N25, N26 y Exprés Aeropuerto (N27) |